# Thảm sát Ba Chúc
Vụ thảm sát Ba Chúc là một tội ác chiến tranh gây ra bởi chính quyền Khmer Đỏ. Vụ việc xảy ra tại xã Ba Chúc ( thị trấn Ba Chúc cũ ), tỉnh An Giang. Từ ngày 30 tháng 4 năm 1978, quân Khmer Đỏ bắt đầu đồng loạt nổ súng tấn công biên giới Tây Nam – Việt Nam. Ngày 18 tháng 4 năm 1978, quân Khmer Đỏ tràn vào Ba Chúc, thẳng tay chém giết những dân thường vô tội. Nhiều người chạy tới chùa Phi Lai và Tam Bửu và chạy lên núi Tượng nhằm ẩn náu, xong cũng bị quân Khmer Đỏ tàn sát dã man.
Trong suốt 12 ngày chiếm đóng từ 18 đến 30 tháng 4 năm 1978, quân Khmer Đỏ đã giết chết 3.157 dân thường. Chỉ có ba người sống sót sau vụ tàn sát. Vụ thảm sát là một trong những nguyên nhân dẫn đến xung đột biên giới Việt Nam – Campuchia, và sau đó là Chiến dịch phản công biên giới Tây Nam Việt Nam (hay còn gọi là Chiến tranh biên giới Tây Nam). Cuối năm 1979, chính quyền và nhân dân tỉnh An Giang đã xây dựng quần thể chứng tích tội ác. Trong đó có nhà mồ là công trình chính hiện tại chứa đựng sọ của 1.160 nạn nhân.

## Vụ tấn công

### Bối cảnh lịch sử
Năm 1975, sau khi quân đội Hoa Kỳ rút lui và chính quyền Việt Nam Cộng hòa đầu hàng ở Việt Nam thì Đảng Cộng sản Campuchia hay Khmer Đỏ bắt đầu cầm quyền tại Campuchia. Trong khoảng thời gian cai trị Campuchia từ 1975 đến 1979, chính quyền Khmer Đỏ theo chủ nghĩa dân tộc cực đoan, tư tưởng bài ngoại và thực hiện chế độ diệt chủng Campuchia khiến khoảng 1,7–2 triệu người chết. Chính quyền Khmer Đỏ còn gây hấn với các nước láng giềng là Thái Lan và Việt Nam. Theo sự hậu thuẫn của Trung Quốc, quân Khmer Đỏ đã nhiều lần tấn công biên giới phía Tây Nam Việt Nam, tàn sát thường dân, đánh phá các cơ sở kinh tế và quân sự dọc biên giới. Những hành động trên, cùng với việc người dân Campuchia di tản sang Việt Nam để lánh nạn diệt chủng, đã làm cho quan hệ Việt Nam – Campuchia đổ vỡ hoàn toàn.

### Tàn sát dân thường

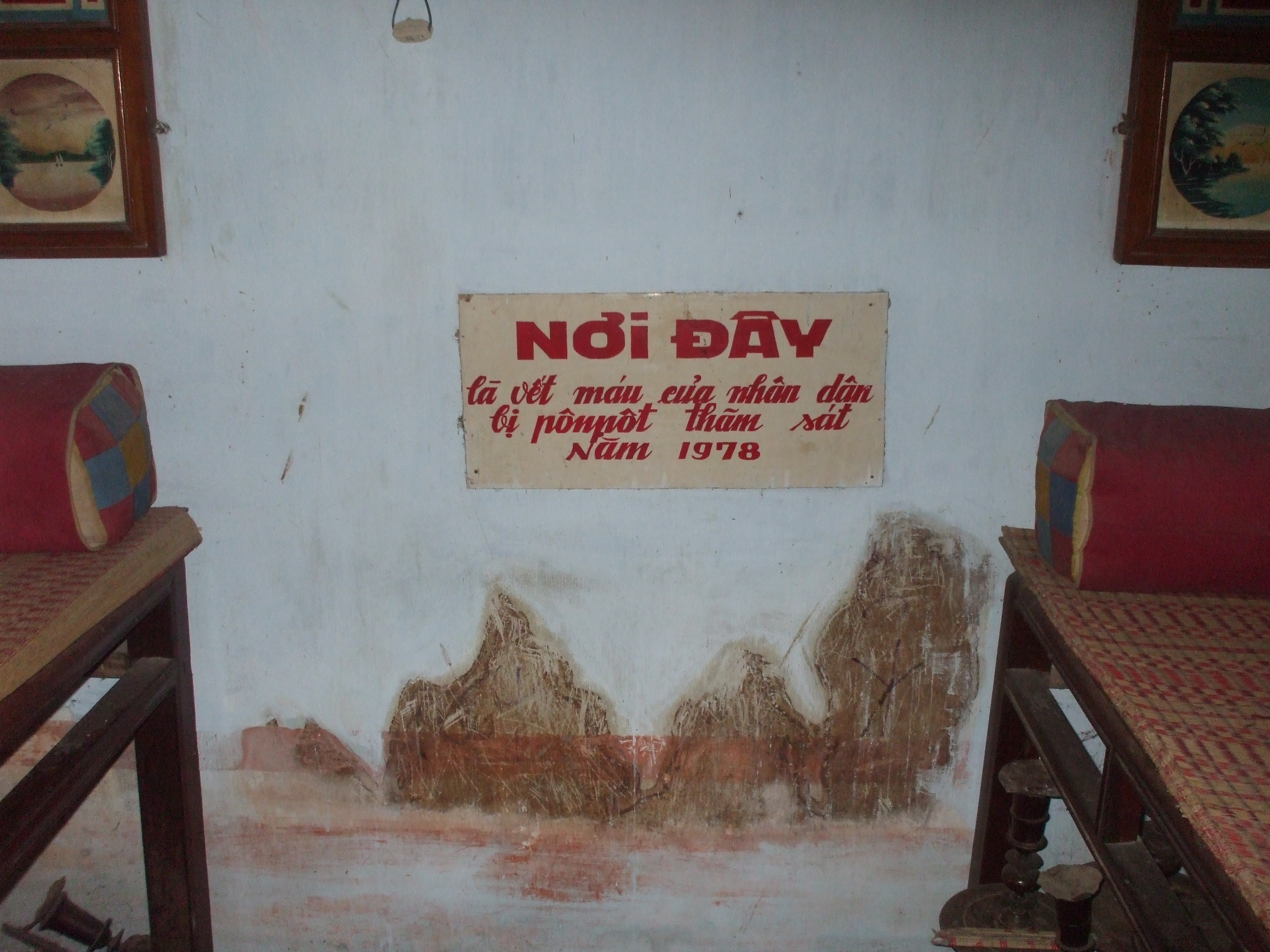
Vết máu của dân thường bị quân Khmer Đỏ thảm sát tại chùa Phi Lai, Ba Chúc

Từ ngày 30 tháng 4 năm 1977, quân Khmer Đỏ bắt đầu đồng loạt nổ súng tấn công trên toàn biên giới Tây Nam Việt Nam. Quân Khmer Đỏ nổ súng tấn công 13 ngôi làng tại tám tỉnh biên giới Việt Nam – Campuchia. Ngày 18 tháng 4 năm 1978, quân Khmer Đỏ tràn vào xã Ba Chúc, chặn các ngả đường, dồn dân thường vào trường học và chùa chiền. Sau đó, chúng thẳng tay tàn sát dã man: thường dân bị chúng bắn, bị cắt họng hoặc bị đánh đập bằng gậy cho tới chết. Trẻ em bị tung bổng lên không sau đó bị xiên bằng lưỡi lê. Phụ nữ bị hiếp dâm và đóng cọc vào cơ quan sinh dục cho tới chết. Những người sống sót nhanh chóng trốn vào chùa Tam Bửu và chùa Phi Lai ẩn náu, nghĩ rằng nếu nương nhờ nơi cửa Phật thì bọn chúng sẽ tha. Nhiều người chạy lên núi Tượng để trốn, tuy nhiên sau đó họ cũng bị giết hại, tuy nhiên đã có một người sống sót là ông Lê Văn Chính (sau này là đảng viên Đảng Cộng sản Việt Nam)  Trong số những nạn nhân, có chị Nguyễn Thị Chuột (32 tuổi) là người có nhan sắc nổi tiếng khắp vùng nên quân Khmer Đỏ không giết ngay mà thay nhau cưỡng hiếp chị ngay bên cạnh đống tử thi. Sau khi cưỡng hiếp xong, chúng lột quần áo chị, dùng gậy đâm vào vùng kín, khiến chị chết trong đau đớn. Sọ của chị Chuột hiện giờ đang được trưng bày trong nhà mồ.
Ông Nguyễn Văn Kỉnh, một nhân chứng trong vụ thảm sát, thuật lại: "Nào ngờ vợ tôi cùng bốn đứa con và sáu đứa cháu đều bị giết. Trước khi xả súng, chúng bắt lột hết nữ trang, tài sản. Sau đó lùa từng tốp đem ra bắn chết. Khi tỉnh dậy nhìn xung quanh thấy toàn thi thể. Tôi lặng người khi thấy cảnh đứa cháu ngoại mình ôm vú mẹ bú và bên cạnh là đứa con gái thân yêu nằm bất động trên vũng máu." Tối hôm đó, ông trồi lên trong đống thi thể, bò về núi Tượng chui vào hang đá để nấp. Lúc ấy, "tại đấy không ngớt tiếng rên la thảm thiết của những người bị Pol Pot hành hạ." Ông kể thêm rằng 79 người trong gia đình, dòng họ ông đã bị giết hại. Một nhân chứng khác là bà Hà Thị Nga kể lại: "Có hai người phụ nữ Trung Quốc cùng ba tên mặc quân phục Khmer Đỏ người Campuchia da ngăm đen, một tên đeo kính chĩa súng vào gia đình tôi, lùa chúng tôi ra khỏi nhà." Theo lời bà Nga, bà bị đưa đến gần biên giới cùng với cha mẹ, anh em ruột, chồng và sáu người con. Sau đó, cả gia đình bị đánh đập tàn nhẫn bằng dùi và gậy. Đứa con gái nhỏ của bà mới 8 tuổi bị đánh ba lần liên tiếp vào đầu bằng dùi sắt, hét lên "Má ơi! Má ơi! Cứu con với!" Bà ngất lịm đi, và khi tỉnh lại, cả gia đình đã chết.

## Hậu quả
Theo nhiều báo cáo, tổng cộng có 3.157 dân thường bị giết hại trong vụ thảm sát Ba Chúc.
Vụ thảm sát này là một trong những sự kiện dẫn tới Chiến tranh biên giới Tây Nam. Ngày 7 tháng 1 năm 1979, quân đội Việt Nam tiến vào Phnôm Pênh giành quyền kiểm soát, khiến cho quân Khmer Đỏ rút về phía Tây Campuchia. Ngay sau đó, Cộng hòa Nhân dân Campuchia được thành lập.

## Tưởng niệm

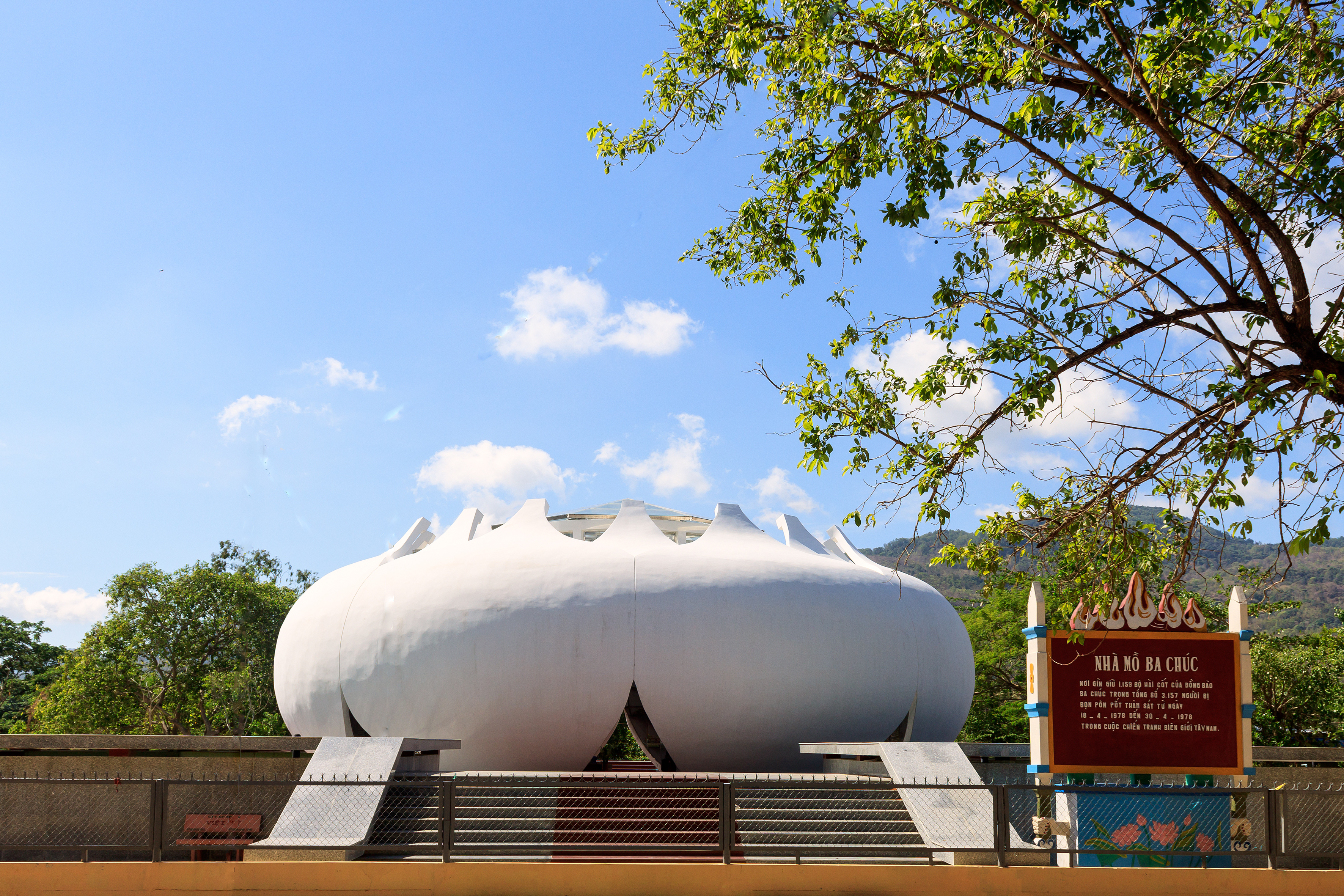
Nhà mồ Ba Chúc, nơi tưởng niệm những nạn nhân của vụ thảm sát

Năm 1979, chính quyền và nhân dân tỉnh An Giang đã xây dựng quần thể chứng tích tội ác, bao gồm 7 hạng mục: nhà mồ, bia Căm Thù, nhà Truyền thống, nhà Thủy Tạ, hồ sen, Nhà khách và vòng rào. Nhà Mồ, công trình chính, chứa sọ của 1.159 nạn nhân trong cuộc thảm sát, đã được xử lí đảm bảo vệ sinh và giữ được bền lâu. Trong số đó, có 29 sọ của trẻ sơ sinh, 88 cô gái từ 16 đến 20 tuổi, 155 phụ nữ từ 21 đến 44 tuổi, 103 phụ nữ từ 41 đến 60 tuổi, 86 phụ nữ trên 60 tuổi, 23 nam giới từ 16 đến 20 tuổi, 79 nam giới từ 21 đến 40 tuổi, 162 nam giới từ 41 đến 60 và 38 nam giới trên 60 tuổi.